# Listă de scriitori valoni
Aceasta este o listă de scriitori valoni.

## În franceză

### A
- Gérard Adam
- André-Marcel Adamek
- Nicolas Ancion
- Christian Andersen
- Frank Andriat
- Christine Aventin

### B
- André Baillon
- Thilde Barboni
- Jean-Baptiste Baronian
- France Bastia
- Jean-Claude Baudet
- Francis Baudouin
- Julos Beaucarne
- Charles Bertin
- Rémi Bertrand
- André Blavier
- Georges  Bleuhay
- Pascal Blondiau
- Madeleine Bourdouxhe

### C
- Michel Camus
- Michel Claise
- Gaston Compère
- Alexis Curvers

### D
- Francis Dannemark
- Maur Dantine
- Serge Delaive
- Robert Delcourt
- Luc Dellisse
- Patrick Delperdange
- Pierre Demeuse
- Guy Denis
- Maurice Des Ombiaux
- Conrad Detrez
- Xavier Deutsch
- Annick Dimanche
- André-Joseph Dubois

### E
- François Emmanuel
- André-Bernard Ergo

### F
- Pascale Fonteneau
- Roger Foulon

### G
- Guy Goffette

### H
- Xavier Hanotte
- Jacqueline Harpman
- Thierry Haumont
- Pierre Hazette
- Jacques Henrard
- Bernadette Herman

### J
- Armel Job

### K
- Frédéric Kiesel
- Edgar Kosma
- Hubert Krains

### L
- Jean Louvet
- Claire Lejeune

### M
- Nicole Malinconi
- Constant Malva
- Omer Marchal
- Arthur Masson
- Jacques Mercier
- Pierre Mertens
- Philippe Meurisse
- Marcel Moreau
- Julienne M. Moulinasse
- Albert Moxhet

### N
- Jacques Nicolas
- Françoise Nimal
- Amélie Nothomb

### P
- Françoise Pirart
- Charles Plisnier

### Q
- Marc Quaghebeur

### R
- Gabriel Ringlet
- Dominique Rolin

### S
- Eugène Savitzkaya
- André Schmitz
- Louis Scutenaire
- Jean-Claude Servais (Bédé)
- Georges Simenon
- André Stas
- Stanislas-André Steeman (roman polițist)

### T
- Albin-Georges Terrien
- Marcel Thiry
- Bernard Tirtiaux
- Jean-Philippe Toussaint
- Olivier Degée cu pseudonimul Jean Tousseul

### V
- Raoul Vaneigem
- Stephan Van Puyvelde
- Jean-Pierre Verheggen

### W
- Isabelle Wéry
- François Weyergans
- Raymond Wilvers

## În germană
- Marcel Cremer

## În valonă
- Gabrielle Bernard
- Jean Guillaume

## În dialectul picardian
- Paul André
- Géo Libbrecht